# Liste de metteurs en scène
Cette liste recense uniquement des metteurs en scène de théâtre à la notoriété fortement établie.
- Voir aussi les articles : Metteur en scène et Mise en scène

- Haut – A
- B
- C
- D
- E
- F
- G
- H
- I
- J
- K
- L
- M
- N
- O
- P
- Q
- R
- S
- T
- U
- V
- W
- X
- Y
- Z

## A
- Abdelkader Alloula
- Catherine Anne
- André Antoine
- Adolphe Appia
- Alfredo Arias
- Jean-Pierre Armand
- Sébastien Azzopardi

## B
- Jean-Louis Barrault
- Alain Alexis Barsacq
- André Barsacq
- Gregori Baquet
- Gaston Baty
- Yves Beaunesne
- Carl Béchard
- Stéphane Bellavance
- Carmelo Bene
- Simone Benmussa
- Salim Bensdira
- Kaarlo Bergbom
- Ruth Berghaus
- Éric Berger
- Ingmar Bergman
- Michel Bernard
- Benno Besson
- Didier Bezace
- Bernard Bloch
- Augusto Boal
- Luc Bondy
- Aurélien Bory
- Baki Boumaza
- Anne Bourgeois
- André Brassard
- Stéphane Braunschweig
- Bertolt Brecht
- Irina Brook
- Peter Brook
- Claude Buchvald

## C
- Humbert Camerlo
- Robert Cantarella
- Romeo Castellucci
- Frank Castorf
- Clyde Chabot
- Patrice Chéreau
- Jean-Marc Chotteau
- Jean-Laurent Cochet
- Saskia Cohen-Tanugi
- Patrick Collet
- Jacques Copeau
- Guy Pierre Couleau
- Edward Gordon Craig

## D
- Luc Dardenne
- Catherine Dasté
- Jean Dasté
- Pierre Debauche
- Michaël Delaunoy
- Pippo Delbono
- Michel Dezoteux
- Enrique Diaz
- Jean-Claude Drouot
- Charles Dullin

## E
- Armand Eloi

## F
- Jan Fabre
- Michel Fau
- Norbert Ferré
- Denise Filiatrault
- Marc François
- Alain Françon
- Guy Freixe
- Shuntarō Fujita
- Junji Fuseya

## G
- Rodrigo García
- Jean-Pierre Garnier
- Firmin Gémier
- Sébastien Geraci
- Michel Giès
- Heiner Goebbels
- Alexis Goslain
- Jerzy Grotowski
- Klaus Michael Grüber
- Sacha Guitry

## H
- Brigitte Haentjens
- Grégory Herpe
- Gregory Hlady
- Robert Hossein
- Francis Huster

## J
- Frédéric Jessua
- Daniel Jeanneteau
- Jean-Luc Jeener
- Thomas Jolly
- Jean Jourdheuil
- Louis Jouvet

## K
- Tadeusz Kantor
- Shūichirō Koike
- Tamiya Kuriyama
- Serge Kribus

## L
- Jean Lacornerie
- Jean-Luc Lagarce
- Ludovic Lagarde
- Matthias Langhoff
- Jean Lambert-wild
- Christian Lapointe
- Mireille Larroche
- Jean-Pierre Laruy
- Jacques Lassalle
- Jan Lauwers
- Georges Lavaudant
- Jorge Lavelli
- Thomas Le Douarec
- Yves Le Moign'
- Jean Le Poulain
- Robert Lepage
- Albert-André Lheureux
- Marc Liebens
- Serge Lipszyc
- Roger Louret
- Lugné-Poe
- Krystian Lupa

## M
- Marc'O
- Denis Marleau
- Marcel Maréchal
- Christoph Marthaler
- Jacques Mauclair
- Gil Mehmert
- Daniel Mesguich
- Vsevolod Meyerhold
- Ariane Mnouchkine
- Pierre Mondy
- Silvia Monfort
- Wajdi Mouawad

## N
- Jacques Nantel
- Rodolph Nasillski
- Arthur Nauzyciel
- Yukio Ninagawa
- Stanislas Nordey
- Valère Novarina

## O
- Laurence Olivier
- Alain Ollivier
- Thomas Ostermeier

## P
- Jorge Pico
- Jean-Luc Paliès
- Daniel Paquette
- Marc Paquien
- Farid Paya
- Laurent Pelly
- Francis Perrin
- Claus Peymann
- Jean-François Peyret
- Erwin Piscator
- Georges Pitoëff
- Dominique Pitoiset
- Roger Planchon
- René Pollesch
- Joël Pommerat
- Jean-Pierre Ponnelle
- Isabelle Pousseur
- Robert Punzano
- Olivier Py

## Q
- Philippe Quesne

## R
- Claude Régy
- Max Reinhardt
- Jean-Luc Revol
- Jean-Michel Ribes
- Jean-Pierre Ronfard
- Armel Roussel
- Patrick Rouzaud
- Stéphane E. Roy
- Éric Ruf

## S
- Rodolphe Sand
- Gisèle Sallin
- Pierre Santini
- Régis Santon
- Jérôme Savary
- Gérard Savoisien
- Christian Schiaretti
- Michel Schweizer
- Peter Sellars
- Stephen Shank
- Philippe Sireuil
- Jean-François Sivadier
- Bernard Sobel
- Constantin Stanislavski
- Peter Stein
- Giorgio Strehler
- Kriszta Székely

## T
- Alexandre Taïrov
- Julie Taymor
- Laurent Terzieff
- Charles Tordjman
- Philippe Torreton
- Jean-Paul Tribout
- Mihai Timofti

## V
- Anatoli Vassiliev
- Éric Vigner
- Jean Vilar
- Antoine Vitez
- Jean-Pierre Vincent
- Patrick Volto

## W
- Lorent Wanson
- Jean-Paul Wenzel
- Martine Wijckaert
- Georges Wilson
- Robert Wilson

## Z
- Peter Zadek
- Zeami
- Bousarhane Zitouni